# Džahrom
Džahrom (perz. جهرم) grad je u sjevernom Iranu, odnosno pokrajini Fars. Prema popisu stanovništva iz 2016. godine u Džahromu je živjelo 141.634 ljudi.